# Droga wojewódzka 344
Die Droga wojewódzka 344 (DW 344) ist eine zwei Kilometer lange Droga wojewódzka (Woiwodschaftsstraße) in der polnischen Woiwodschaft Niederschlesien, die Biskupice Podgórne mit Tyniec Mały verbindet. Die Strecke liegt im Powiat Wrocławski.

## Streckenverlauf
Woiwodschaft Niederschlesien, Powiat Wrocławski
-  Biskupice Podgórne (Bischwitz am Berge) (DK 35, DW 348)
-  Tyniec Mały (Klein Tinz) (S 8, DK 35)